# Giovanni Antonio de Groot
Giovanni Antonio de Groot (Arona, 13 giugno 1664 – Scopa, 27 dicembre 1712) è stato un pittore italiano di origini fiamminghe attivo a Varallo tra la fine del XVII secolo e l'inizio del XVIII.

## Biografia
Il pittore Carlo Borsetti fu uno dei suoi allievi a Varallo.